# Güzelyurt, Perşembe
Güzelyurt là một xã thuộc huyện Perşembe, tỉnh Ordu, Thổ Nhĩ Kỳ. Dân số thời điểm năm 2010 là 191 người.